# Döllersheim
Döllersheim – opuszczona gmina w Dolnej Austrii, ewakuowana w 1938 r. w związku z utworzeniem poligonu Wehrmachtu. Początkowo poligon nosił jej nazwę Truppenübungsplatz Döllersheim.
Od 1 stycznia 1964 należy do gminy Pölla w powiecie Zwettl.

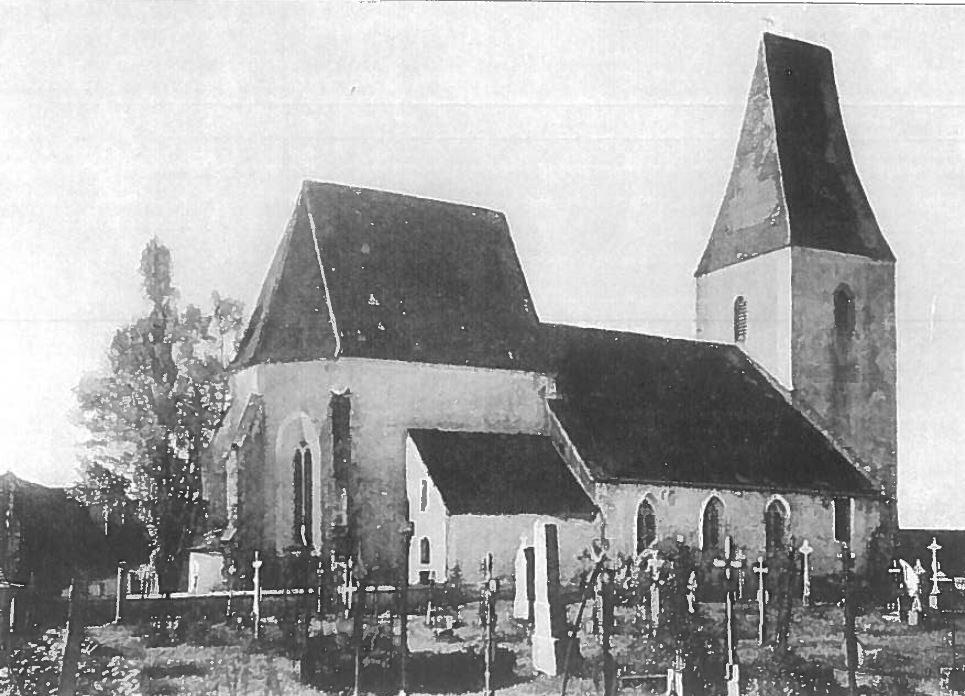
Kościół w Döllersheim (1911)

W miejscowym kościele zarejestrowano chrzest i zmianę nazwiska Aloisa Hitlera, ojca Adolfa Hitlera, który urodził się w pobliskim Strones. Na cmentarzu pochowano babkę Hitlera Marię Annę Schicklgruber. W 1938 r. grobu nie odnaleziono i zbudowano symboliczny grobowiec.